# Modlíkov
Modlíkov (en allemand : Modlikau) est une commune du district de Havlíčkův Brod, dans la région de Vysočina, en République tchèque. Sa population s'élevait à 159 habitants en 2020.

## Géographie
Modlíkov se trouve à 5 km au nord-est de Přibyslav, à 14 km à l'est de Havlíčkův Brod, à 27 km au nord-nord-est de Jihlava et à 109 km à l'est-sud-est de Prague.
La commune est limitée par Havlíčkova Borová au nord, par Vepřová et Malá Losenice à l'est, par Přibyslav au sud et par Žižkovo Pole à l'ouest.

## Histoire
La première mention écrite de la localité date de 1366.